# Avillers (Vosges)
Avillers település Franciaországban, Vosges megyében. Lakosainak száma 87 fő (2022. január 1.). Avillers Jorxey, Mazirot, Villers, Vroville, Ahéville, Bouxurulles és Gircourt-lès-Viéville községekkel határos.

## Népesség
A település népességének változása:
| Lakosok száma | 88   | 87   | 84   | 82   | 81   | 83   | 85   | 87   |
|               | 2013 | 2015 | 2017 | 2018 | 2019 | 2020 | 2021 | 2022 |